# Багирова, Шевкет Асад кызы
Шевкет Асад кызы Багирова (азерб. Şövkət Əsəd qızı Bağırova; 1909, Казахский уезд — 1989, Таузский район) — советский азербайджанский хлопковод, Герой Социалистического Труда (1948).

## Биография
Родилась в бедной семье в 1909 году в селе Ковлар Казахского уезда Елизаветпольской губернии (ныне город в Товузском районе Азербайджана).
Начала трудовую деятельность в 1931 году колхозницей, с 1946 года звеньевая, с 1952 года бригадир колхоза имени Фрунзе Таузского района. На работе Багирова отличалась, как умелый хлопковод. Благодаря умелому распределению труда, использование передового опыта и агрономии, товариществу трудящихся, бригада стала одной из передовых в колхозе и районе. В 1947 году получила урожай хлопка 85,36 центнеров с гектара на пощади 3 гектара, в 1954 году бригада, возглавляемая Шевкет Багировой, на площади 43 гектара получила с каждого гектара в среднем 32,6 центнера хлопка.
В 1965—1973 годах председатель Алимарданлинского сельсовета, с 1973 года пенсионер союзного значения.
Указом Президиума Верховного Совета СССР от 10 марта 1948 года за получение в 1947 году высоких урожаев хлопка Багировой Шевкет Асад кызы присвоено звание Героя Социалистического Труда с вручением ордена Ленина и золотой медали «Серп и Молот».
Активно участвовала в общественной жизни Азербайджана. Член КПСС с 1951 года. Депутат Верховного Совета Азербайджанской ССР 4-го и 5-го созыва. Делегат 25 съезда КП Азербайджана, где была избрана членом ЦК КП республики.
Скончалась в 1989 году в пгт Ковлар Таузского района.